# Абриола
Абрио̀ла (на италиански: Abriola) е село и община в Южна Италия, провинция Потенца, регион Базиликата. Разположено е на 957 m надморска височина. Населението на общината е 1542 души (към 2010 г.).